# Azionamento elettrico
L'azionamento elettrico è un particolare sistema che converte l'energia elettrica in ingresso, in energia meccanica in uscita.
Ogni azionamento è composto da motore elettrico, elettronica di potenza ed elettronica di controllo, la quale regola in base ad una particolare funzione di comando. In tal modo è possibile far seguire al motore un comportamento desiderato per uno scopo prefissato.

## Schema a blocchi e descrizione
Lo schema a blocchi illustra meglio i componenti e le funzioni di un azionamento elettrico.
Il movimento desiderato (in inglese Set Point) entra nel controllore. Il controllore a sua volta confronta il movimento desiderato con una informazione che torna indietro dal motore elettrico (retroazione). Se i due segnali, set point e segnale  retroazionato, differiscono, il controllore elabora una adeguata azione di controllo, tale da far seguire al motore elettrico il movimento desiderato. Il segnale di controllo in uscita entra al convertitore che poi alimenta il motore elettrico.
Di solito si fanno misure sul motore elettrico. Le misure sono di tipo elettrico, a monte del motore, o meccaniche, a valle del motore. Generalmente viene misurata la tensione di alimentazione del motore e la corrente assorbita dallo stesso come grandezze elettriche. Come grandezze meccaniche invece, la velocità di rotazione e la posizione dell'albero del motore. Le misure sono effettuate tramite un elemento chiamato trasduttore che rende i segnali misurati compatibili con il controllore.
Il progetto di un azionamento elettrico richiede conoscenze di elettrotecnica, elettronica di potenza, macchine elettriche e controlli automatici.

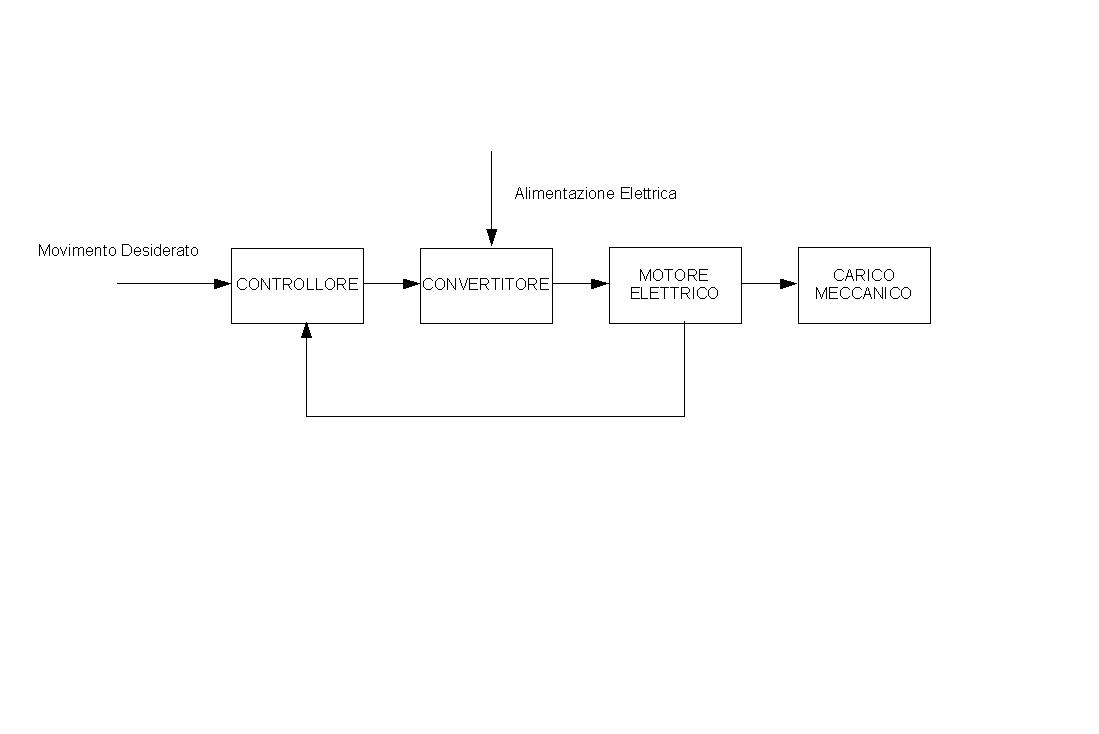
Schema a blocchi di un azionamento elettrico

## Classificazione degli azionamenti elettrici

### Sulla base delle prestazioni
Si distinguono in:
- Regolazione grossolana
- Regolazione fine
- Inseguimento di traiettoria

### In funzione del motore elettrico
Si distinguono in:
- Azionamenti in corrente continua
- Azionamenti in corrente alternata

A loro volta, gli azionamenti in corrente alternata si dividono in:
- azionamento con motori ad induzione (asincroni, in genere a gabbia);
- azionamento con motori sincroni (o a magneti permanenti, o a riluttanza).